# Judith Graham Pool
 Judith Graham Pool  (* 1. Juni 1919 in Queens, New York City, Vereinigte Staaten; † 13. Juli 1975 in Palo Alto, Kalifornien, Vereinigte Staaten) war eine US-amerikanische Medizinerin und Hochschullehrerin. Sie war die erste Frau, die in den USA in Medizin promovierte. Sie revolutionierte die Behandlung von Hämophilie, indem sie den Faktor VIII isolierte und ein Konzentrat aus Blutplasma herstellte, das eingefroren, gelagert und von Hämophilen zu Hause verwendet werden konnte.

## Leben und Werk
Pool war die Tochter der Lehrerin Nellie (Baron) Graham und des Börsenmaklers Leon Graham. Nach ihrem Abschluss an der Jamaica High School besuchte sie die University of Chicago, wo sie Mitglied von Phi Beta Kappa und Sigma Xi war. Sie heiratete 1938 Ithiel de Sola Pool, mit dem sie zwei Söhne bekam. 1946 promovierte sie an der University of Chicago.
1949 zog sie mit ihrer Familie nach Kalifornien und begann 1950 als wissenschaftliche Mitarbeiterin am Stanford Research Institute. 1953 wurde sie als wissenschaftliche Mitarbeiterin an die Stanford School of Medicine berufen, und erhielt ein Stipendium der Bank of America-Giannini Foundation für die Hämophilieforschung. Im selben Jahr ließen sie und ihr Mann sich scheiden.
An der Stanford University wurde sie 1956 Senior Research Associate. Mit einem Fulbright-Forschungsstipendium forschte sie von 1958 bis 1959 in Oslo in Norwegen. 1970 wurde sie Senior Scientist und 1972 Full Professor an der Universität Stanford.
Sie bekam 1964 eine Tochter. 1972 heiratete sie Maurice Sokolow, Professor für Medizin und Hämatologie an der University of California in San Francisco, von dem sie sich 1975 scheiden ließ.

## Forschung

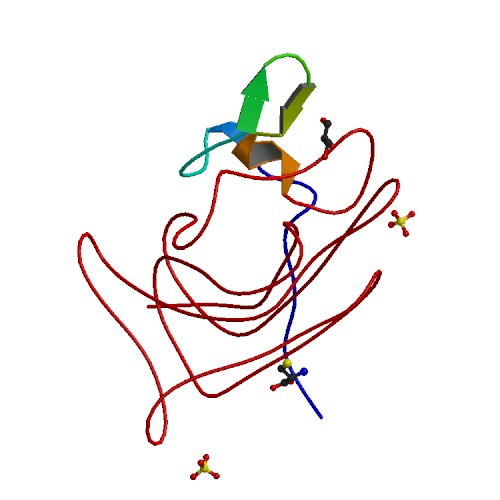
Eine Zeichnung des Gerinnungsfaktors VIII

Pool veröffentlichte 1954 ihre erste Arbeit zu ihren Forschungen zur Blutgerinnung. Gemeinsam mit zwei Kollegen entwickelte sie eine Methode zur Abtrennung des Antihämophiliefaktors (AHF) oder Faktor VIII, der bei Bluttransfusionen zur Korrektur des Blutungsdefekts bei Hämophilie verwendet wird. Sie konnte dann Kryopräzipitat herstellen, eine kälteunlösliche Proteinfraktion aus Vollblutplasma, die 1965 der Öffentlichkeit zur Verfügung stand. Dieses Konzentrat konnte ohne spezielle Ausrüstung hergestellt, in einer Plastiktüte aufbewahrt und wieder eingefroren und bis zu einem Jahr gelagert werden. Dies ermöglichte Hämophiliepatienten eine Behandlung einfacher als je zuvor zu Hause oder in jedem Krankenhaus oder jeder medizinischen Einrichtung.
1964 berichtete sie, dass die kälteunlösliche gallertartige Paste am Boden von zuvor gefrorenen Plasmabehältern reich an Faktor VIII (FVIII, Antihämophiliefaktor) war. Sie nutzte diese Eigenschaft von FVIII, um Kryopräzipitat von Plasma mit einer Methode zu trennen, die heute in Blutbanken verwendet wird.
Pool wies nach, dass Kryopräzipitattransfusionen den FVIII-Spiegel bei Patienten mit Hämophilie A erhöhen können. Kryopräzipitat revolutionierte die Behandlung von Hämophilie-A-Patienten und verlängerte deren Lebenserwartung deutlich. Sie legte somit den Grundstein für die Entwicklung moderner Hämophilietherapien.
Im Rahmen ihrer Forschung zur Muskelphysiologie entwickelte sie Techniken zur Messung des elektrischen Potenzials einer einzelnen Muskelfaser innerhalb einer Membran. Diese Techniken wurden danach weltweit eingesetzt.
Sie war Gründerin und Co-Präsidentin der Association of Women in Science und erste Vorsitzende von Professional Women of Stanford University Medical Center. Sie war Mitglied der wissenschaftlichen Beratungsausschüsse der National Institutes of Health und der National Hemophilia Foundation, die ihr Forschungsstipendium ihr zu Ehren in Judith Graham Pool Research Fellowship umbenannte.
Pool starb am 13. Juli 1975 im Alter von 56 Jahren in Palo Alto an einem Gehirntumor.

## Auszeichnungen (Auswahl)
Sie erhielt zahlreiche Auszeichnungen, darunter 
- 1968: Murray Thelin Award der National Hemophilia Foundation
- 1973: Elizabeth Blackwell Award der Hobart and William Smith Colleges[1]